# Thunderclap Newman
Thunderclap Newman war eine kurzlebige britische Rockband, die um den Jahreswechsel 1968/1969 vom The-Who-Gitarristen Pete Townshend ins Leben gerufen wurde.

## Geschichte
Der frühere Who-Roadie John „Speedy“ Keen hatte eigene Songs geschrieben, die Townshend veröffentlichen wollte. Er engagierte den Jazz-Pianisten Andy „Thunderclap“ Newman und den erst 15-jährigen Jimmy McCulloch als Gitarristen. Keen, am Schlagzeug, übernahm den Gesang. Townshend selbst spielte unter dem Pseudonym Bijou Drains den Bass. Außerdem fungierte er als Produzent, kümmerte sich um die musikalischen Arrangements und ermöglichte die Produktion einer ersten Single.
Die Single Something in the Air erreichte nach nur drei Wochen die Nummer 1 in den britischen Charts. Der Erfolg kam für die Band völlig überraschend. Live-Auftritte waren ursprünglich nicht geplant. Angesichts der großen Nachfrage schickte Townshend das Trio, verstärkt durch die zwei Gastmusiker Jim-Pitman Avery am Bass und McCullochs älteren Bruder Jack am Schlagzeug, auf Tournee.
Da die Musiker im Grunde nichts miteinander anfangen konnten, wurde die Tournee zum Desaster und führte zur Auflösung der Band. Übrig blieb nur das Album Hollywood Dream, das 1969 erschien.
John Keen versuchte sich später ohne viel Erfolg als Solokünstler sowie als Produzent; zudem spielte er mit Eddie Clarke und Phil Taylor (beide von Motörhead) und Billy Wrath (von The Heartbreakers) als The Muggers. Auch Andy Newman veröffentlichte 1971 ein Soloalbum, auf dem zahlreiche eher unübliche Instrumente gespielt wurden.
Jimmy McCulloch schließlich spielte kurz bei Stone the Crows, ehe er 1974 zu Paul McCartneys Wings ging. Dort blieb er bis 1978, wechselte anschließend zu den Small Faces und hatte 1979 gerade die Band The Dukes mitgegründet, als er am 27. September 1979 in London starb. Im März 2002 verstarb auch Speedy Keen im Alter von 57 Jahren. Jim Avery spielte zusammen mit Terry Stamp bei Third World War und wurde mit seiner wilden und politischen Musik zu einem Vorbild für Bands wie The Clash.
Thunderclap Newmans Nummer-eins-Hit Something in the Air wurde in der DDR besonders populär, weil er zum Soundtrack des Spielfilms Blutige Erdbeeren gehörte. Er war einer der wenigen US-amerikanischen Filme über die Studentenunruhen 68/69 in den USA, der auch in ostdeutschen Kinos gezeigt wurde.
Nach mehreren kurzfristigen Re-Inkarnationen (unter anderem als Thunderclap Neumann) stellte Andy Newman im Jahre 2010 eine neue Band zusammen, mit der er tourte und ein Album veröffentlichte (Beyond Hollywood), das sieben Live- und drei Studio-Aufnahmen beinhaltete. Neben Andy Newman (Klavier, Blasinstrumente, Gesang) spielten Nick Johnson (Gitarre, Gesang), Tony Stubbings (Bass), Mark Brzezicki (Schlagzeug, Gesang) und Pete Townshends Neffe Josh Townshend (Gitarre, Gesang).
Am 30. März 2016 verstarb Andy Newman im Alter von 73 Jahren in London.

## Diskografie

### Alben
- Hollywood Dream, 1969
- Beyond Hollywood!!, 2010

### Solo-Alben
- Andy Newman: Rainbow (1971)
- Speedy Keen: Previous convictions (1971)
- Speedy Keen: Y’know wot I mean? (1975)
- Speedy Keen als Mitglied der Muggers: The Muggers Tapes (1978) (veröffentlicht als Bonus-CD zur CD The Best of Motörhead: All the Aces)

### Singles
- Something in the Air/Wilhelmina, 1969
- Accidents/I See It All, 1970
- The Reason/Stormy Petrel, 1970
- Wild Country/Hollywood, 1970